# Audi 920
L'Audi 920 est une voiture particulière de la catégorie grande routière à propulsion arrière que la marque Audi, qui appartient à Auto Union, a lancée fin 1938 en tant que successeur du modèle Audi 225 à traction avant. Le châssis et la carrosserie correspondaient à ceux de la Wanderer W 23. Comme sa prédécesseur, l'usine Horch d'Auto Union à Zwickau a fabriqué l'Audi 920. Au total, 1 281 voitures (dont 795 cabriolets) ont été construites en tant que dernière Audi d'avant-guerre de décembre 1938 à avril 1940, date à laquelle elle a été abandonnée en raison de la guerre.
Le moteur six cylindres à quatre temps d'une cylindrée de 3,3 litres et d'une puissance de 75 ch (55 kW) à 3 000 tr/min était équipé d'un carburateur Solex. Le moteur six cylindres en ligne avec arbre à cames en tête entraîné par un arbre vertical était basé sur le moteur huit cylindres de la Horch 850. La voiture était à l'origine destinée à être lancée en tant que modèle Horch plus petit, mais la direction d'Auto Union a décidé de la placer sous la marque Audi entre les modèles Horch plus grands et Wanderer plus petits.

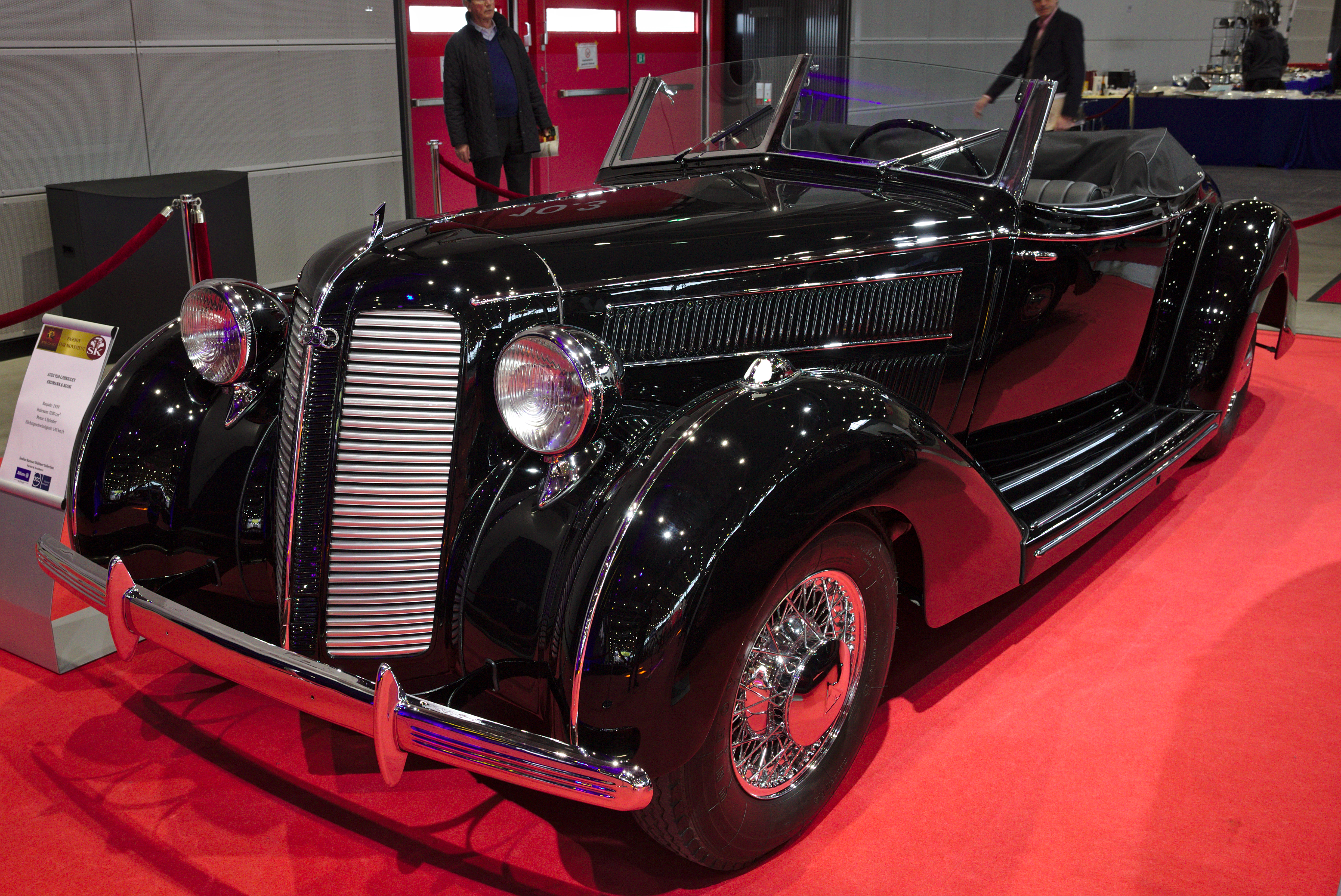
Audi 920 cabriolet au Retro Classics 2018.

La voiture, avec un châssis en caisson, avait un frein à pied à commande hydraulique ("frein à pression d'huile" d’Alfred Teves, licence Lockheed) et une boîte de vitesses à quatre vitesses entièrement synchronisée avec un levier de vitesses au milieu de la voiture. Les roues avant sont suspendues individuellement sur des doubles triangles, la biellette inférieure est le ressort à lame transversal, la biellette supérieure actionne l'amortisseur. Un "essieu flottant" rigide est installé à l'arrière, qui était guidé par des bras oscillants et un ressort à lames transversal surélevé. L'Audi 920 était disponible en tant que berline 4 portes (6 vitres) ou en cabriolet 2 portes (4 vitres).